# Voloderec
Voloderec je potok smješten u Voloderu, mjestu u općini Popovača. Potok Voloderec probija iz jugozapadnih vinorodnih obronaka Moslavačke gore u nizinu Polonja.